# Buba (Guinée-Bissau)
Pour les articles homonymes, voir Buba.
Buba est une ville de Guinée-Bissau, située à la tête du Río Grande de Buba.

## Histoire

### Période pré-coloniale
Buba est fondée en tant que comptoir portugais au XVe siècle, et sert de lieu d'échange dans lequel les colons portugais se fournissent en matières premières qu'ils bradent contre des produits peu utiles au pays. En particulier, vers 1625, la ville est la plaque tournante d'un trafic annuel de trois mille esclaves.

### Colonie portugaise
Le 24 juin 1827, Neil Campbell (en), alors gouverneur de Sierra Leone, visite la ville et y signe le traité de ratification de la possession de Bolama. Trente ans plus tard, en juin 1857, le gouverneur de Guinée-Bissau Honório Barreto (pt) se rend également à Buba pour signer des traités avec les chefs Biafadas ; le 16 octobre de la même année, il fonde à proximité de Buba une colonie d'immigrants cap-verdiens ; toujours la même année, la paroisse de Buba est créée.
En 1868, le conflit entre Portugal et Royaume-Uni à propos du comptoir de Bolama se propage jusqu'à Buba, où les Anglais attaquent les villages le long de l'estuaire, avant que le contentieux ne soit réglé à l'amiable en Europe. L'année suivante, le 1er décembre 1869, le district administratif de Buba est créé. En 1879 est créé le poste militaire de Buba, vingt soldats cap-verdiens sous le commandement d'un lieutenant portugais. Quelques mois plus tard, le 1er février 1880, un groupe de Peuls sous le commandement de Mamadi Paté Bolola attaque la ville.
Le 3 décembre 1886, le roi de Kaabu, Alfa Iaia, signe à Buba un traité de paix avec le Portugal. Le 2 octobre 1895, le commandant du poste militaire de Buba lance une expédition contre Mamadu Paté Coiada, roi de Forreá. Au tout début du XXe siècle, le 3 septembre 1906, le système militaire prévalant jusque-là opère une transition vers une administration civile, dans lequel Buba devient une des six « résidences » de Guiée-Bissau.

## Transports
En octobre 2018, le gouvernement de Guinée-Bissau demande à la Banque africaine de développement un financement afin d'aménager la port de Buba en port minéralier en eau profonde, notamment en vue d'exporter de la bauxite, ce qui constituerait le plus grand projet de génie civil jamais réalisé en Guinée-Bissau,. En effet, il s'agit de creuser le chenal pour lui donner une profondeur constante de 18 mètres et accueillir simultanément trois navires de 70 000 tonnes, contre un seul navire de 10 000 tonnnes avant les travaux. Ce projet est porté depuis le milieu des années 2000, la Guinée-Bissau souhaitant également implanter une usine d'aluminium à Buba et un chemin de fer la desservant.

Le port de Buba
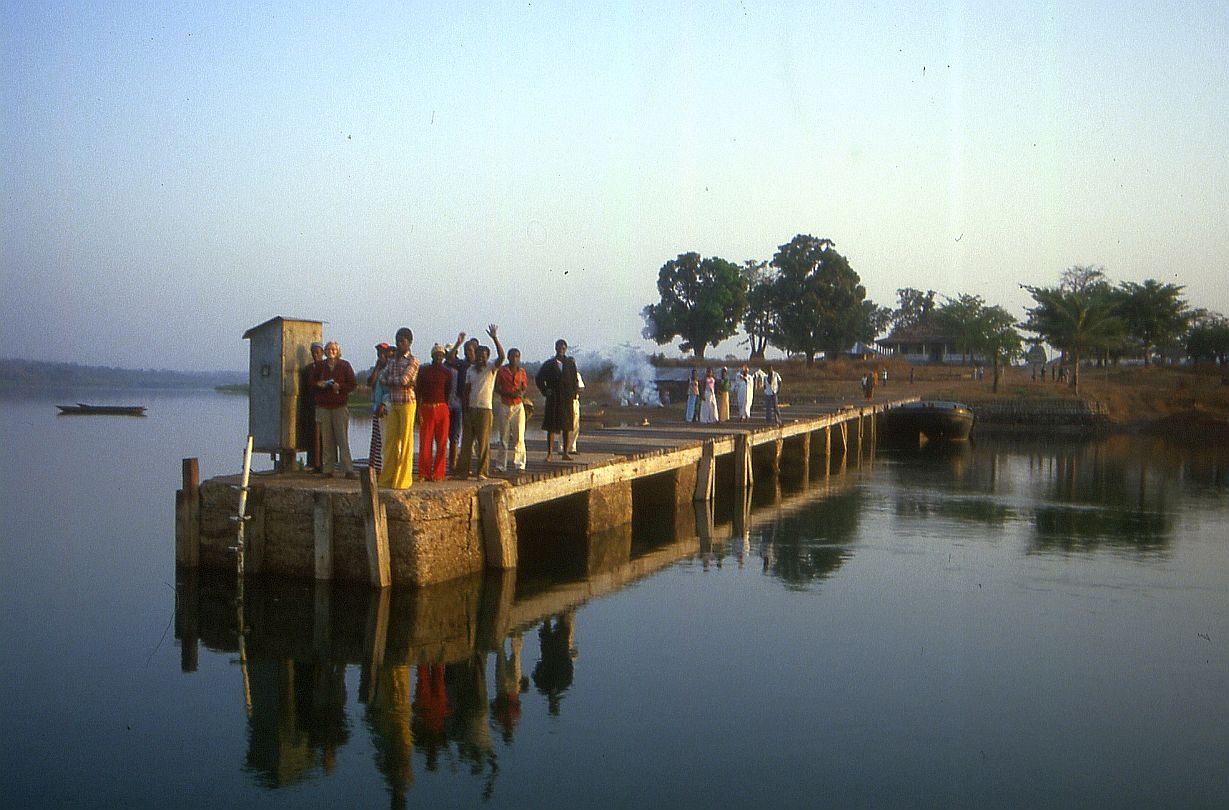
Le port de Buba vu depuis un bateau en 1980.
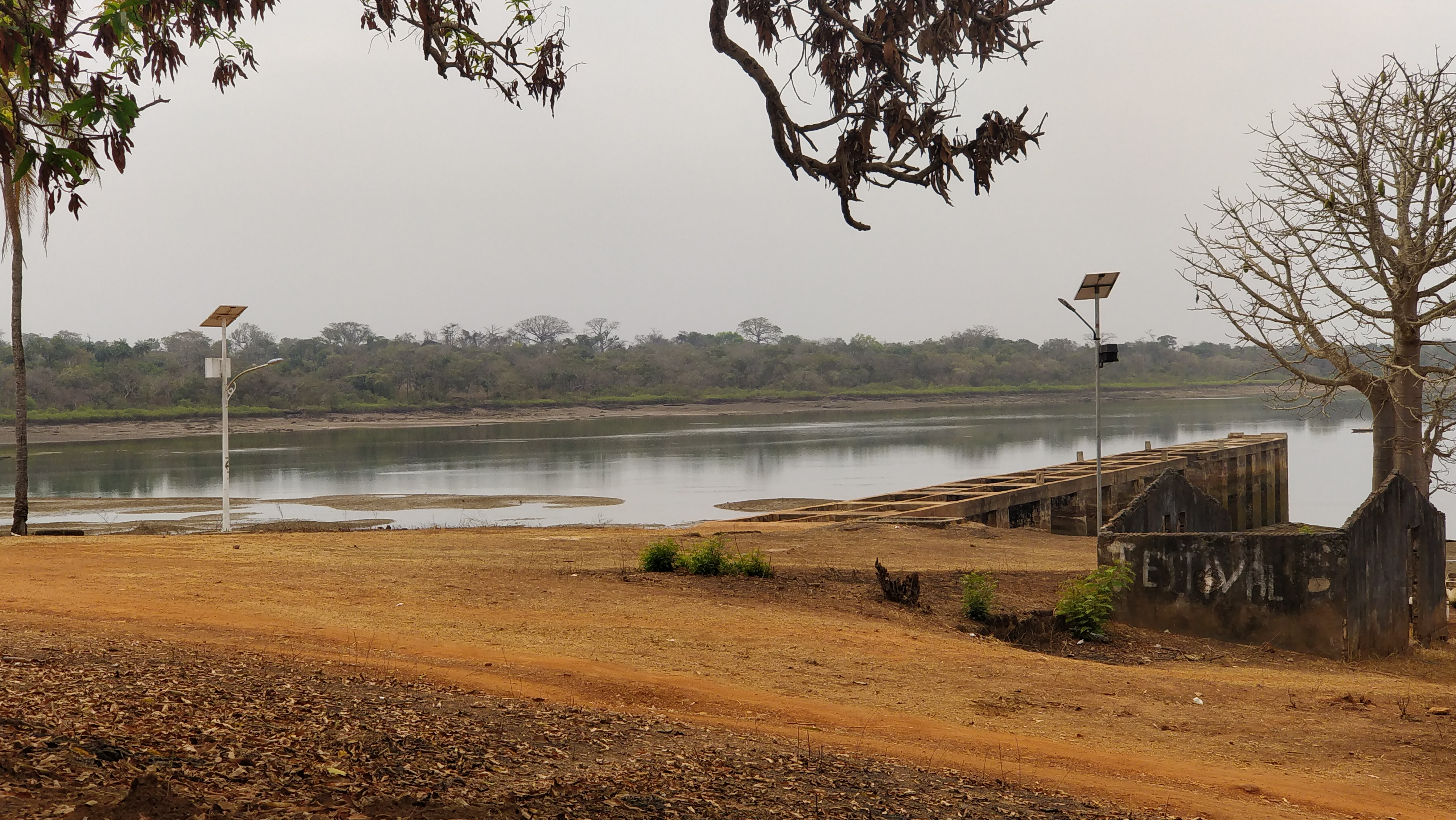
Le port de Buba vu depuis la ville en 2019.